# Danh sách cuộc viếng thăm Việt Nam của thủ tướng Hungary

Huy hiệu Thủ tướng Hungary

Thủ tướng Hungary thăm Việt Nam là các chuyến thăm của các Thủ tướng Hungary đến Việt Nam vào những thời điểm khác nhau. Tính đến tháng 9 năm 2017, đã có 2 vị thủ tướng Hungary với 2 lần viếng thăm Việt Nam.

## Tổng quan
| STT | Thủ tướng                          | Hình ảnh | Thời gian                   | Điểm đến                                  | Ghi chú |
| --- | ---------------------------------- | -------- | --------------------------- | ----------------------------------------- | ------- |
| 1   | Ferenc Gyurcsány (Thủ tướng thứ 3) |          | 20 đến 23 tháng 7 năm 2005  | Hà Nội, Quảng Ninh, Thành phố Hồ Chí Minh |         |
| 2   | Viktor Orbán (Thủ tướng thứ 4)     |          | 24 đến 26 tháng 09 năm 2017 | Hà Nội, Quảng Ninh                        |         |

## Chi tiết

### Ferenc Gyurcsány
- Hoạt động chính tại Hà Nội:

Chiều 20 tháng 7 năm 2005, nhận lời mời của Thủ tướng Phan Văn Khải, Thủ tướng Hungary Ferenc Gyurcsány và phu nhân đến Hà Nội bắt đầu thăm chính thức Việt Nam. Cùng đi có các vị: S.Ferenc (Bộ trưởng Ngoại giao Hungary); K.Janos (Bộ trưởng Kinh tế và Giao thông Hungary); X.Đê-nét (Đại sứ Hungary tại Việt Nam); G.Dôn-tan (Quốc vụ khanh chính trị, Văn phòng Chính phủ Hungary); D.Mihai (Quốc vụ khanh hành chính, Bộ Công nghệ Thông tin và Viễn thông Hungary); D.Ma-ri-a (Quốc vụ khanh, Văn phòng Chính phủ Hungary); X.Vin-mốt (Quốc vụ khanh chính trị, Văn phòng Chính phủ Hungary); G.Duê-rơ (Chủ tịch phân ban Ủy ban Kinh tế Hungary) và nhiều quan chức cấp cao khác. Ngay sau đó tại Văn phòng Chính phủ, hai vị thủ tướng đã tiến hành hội đàm. Thủ tướng Phan Văn Khải và Thủ tướng G.Ferenc cũng đã chứng kiến lễ ký các văn kiện hợp tác giữa VN và Hungary gồm:
1. Hiệp định hợp tác phát triển giữa Chính phủ Việt Nam và Chính phủ Hungary;
2. Hiệp định hợp tác khoa học công nghệ giữa Việt Nam và Hungary;
3. Thỏa thuận hợp tác giữa Bộ Kế hoạch - Đầu tư Việt Nam và Bộ Kinh tế - Giao thông Hungary;
4. Chương trình hợp tác 3 năm giữa Tổng cục Du lịch Việt Nam và Hungary.

Tối 20 tháng 7 năm 2005, Thủ tướng Ferenc Gyurcsány đã hội kiến với Tổng Bí thư Nông Đức Mạnh, Chủ tịch Quốc hội Nguyễn Văn An.
- Hoạt động chính tại Thành phố Hồ Chí Minh:

Trưa 23 tháng 7 năm 2005, tại Dinh Độc Lập, Chủ tịch UBND TP Hồ Chí Minh Lê Thanh Hải đã tiếp và chiêu đãi Thủ tướng Ferenc Gyurcsány và Phu nhân cùng các vị khách quý Hungary.
Chiều 23 tháng 7 năm 2005, Thủ tướng Cộng hòa Hungary Gyurcsany Ferenc và Phu nhân đã rời sân bay Tân Sơn Nhất kết thúc tốt đẹp chuyến thăm chính thức Việt Nam.
- Hoạt động khác:

1. Đặt vòng hoa và vào Lăng viếng Chủ tịch Hồ Chí Minh;
2. Đặt vòng hoa tại Đài tưởng niệm các Anh hùng liệt sĩ.
3. Thăm một số cơ sở kinh tế, văn hóa tại Hà Nội, Quảng Ninh và Thành phố Hồ Chí Minh.[5]

### Viktor Orbán
- Hoạt động chính:

Sáng 25 tháng 7 năm 2017, tại Phủ Chủ tịch, Thủ tướng Nguyễn Xuân Phúc đã chủ trì lễ đón chính thức Thủ tướng Hungary Viktor Orbán và Phu nhân thăm Việt Nam. Đây là chuyến thăm chính thức Việt Nam lần đầu tiên của Thủ tướng Hungary Viktor Orbán. 
Sau lễ đón chính thức, Thủ tướng Nguyễn Xuân Phúc và Thủ tướng Viktor Orbán cùng đi bộ sang Văn phòng Chính phủ và tiến hành hội đàm. Tại cuộc hội đàm, hai bên đã trao đổi các biện pháp thúc đẩy hợp tác song phương trên các lĩnh vực, đặc biệt là các lĩnh vực kinh tế-thương mại, đầu tư, giáo dục-đào tạo, y tế, môi trường, an ninh-quốc phòng... Sau hội đàm, Thủ tướng Nguyễn Xuân Phúc và Thủ tướng Orbán Viktor đã chứng kiến lễ ký kết các văn kiện hợp tác giữa hai nước. Gồm:
1. Bản ghi nhớ về hợp tác quốc phòng giữa Bộ Quốc phòng Việt Nam và Bộ Quốc phòng Hungary.
2. Bản ghi nhớ về hợp tác trong lĩnh vực công nghệ thông tin và truyền thông giữa Bộ Thông tin và Truyền thông Việt Nam và Bộ Phát triển quốc gia Hungary.
3. Chương trình hợp tác văn hóa giai đoạn 2017 – 2019 giữa Bộ Văn hóa, Thể thao và Du lịch Việt Nam và Bộ Nguồn nhân lực Hungary.
4. Thỏa thuận hợp tác trong lĩnh vực nông nghiệp giữa Bộ Nông nghiệp và Phát triển nông thôn Việt Nam và Bộ Nông nghiệp Hungary.
5. Biên bản ghi nhớ về hợp tác trong lĩnh vực dạy nghề giữa Bộ Lao động - Thương binh và Xã hội Việt Nam và Bộ Kinh tế quốc gia Hungary.
6. Thỏa thuận kết nghĩa giữa Cần Thơ (Việt Nam) và Kaposvár (Hungary).[6]

Sau lễ ký kết, Thủ tướng Nguyễn Xuân Phúc và Thủ tướng Orbán Viktor đã chủ trì buổi họp báo, thông báo kết quả hội đàm giữa hai nước. Tiếp đó hai thủ tướng tham dự Diễn đàn Doanh nghiệp Việt Nam-Hungary diễn ra tại Hà Nội.
Cùng ngày 25 tháng 7 năm 2017, Thủ tướng Hungary đã chào xã giao Chủ tịch nước Trần Đại Quang, Tổng bí thư Nguyễn Phú Trọng và hội kiến với Chủ tịch Quốc hội Nguyễn Thị Kim Ngân.
- Chuyến thăm:

1. Đặt vòng hoa tại Đài tưởng niệm các Anh hùng liệt sỹ.
2. Tham quan Vịnh Hạ Long.[9]